# Castelo de Doumely

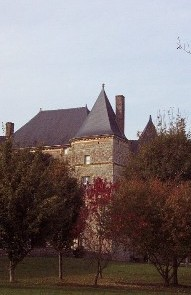
Castelo de Doumely visto a partir dos seus terrenos

O Castelo de Doumely é um castelo fortificado do século 15 que domina a zona rural de Porcien, situado na comuna de Doumely-Bégny, no departamento de Ardennes, na França.
O castelo foi totalmente restaurado no final do século XX pelo seu actual proprietário, que o adquiriu em ruínas. A estrutura testemunha as transformações que os sucessivos ocupantes provocaram no castelo: enchimento de valas, aberturas na fachada, destruição de níveis internos, etc.
O castelo foi listado como um monumento histórico pelo Ministério da Cultura da França em 1984.